# Leucopélargonidine
La leucopélargonidine est un composé organique incolore de la famille des leucoanthocyanidines, un type de flavonoïdes. Elle est présente dans les arbres de l'espèce Albizia lebbeck, dans la noix de cajou, la noix d'arec, dans le fruit du chaulmoogra (Hydnocarpus wightiana), dans le rhizome de Rumex hymenosepalus, dans le maïs (Zea Mays) et dans le jujube  (Ziziphus jujuba).
Des recherches menées en 1967 sur le contenu de fractions de R. hymenosepalus ont permis d'identifier que des polymères de Leucodelphinidines et de Leucopélargonidines pouvaient présenter des caractéristiques antitumorales. Les fractions monomériques de ces tanins étaient, quant-à elles, inactives

## Synthèse
La (+)-leucopélargonidine peut être synthétisée à partir du (+)-dihydrokaempférol réduit par la borohydrure de sodium.

## Métabolisme
La dihydrokaempférol 4-réductase utilise la cis-3,4-leucopélargonidine et le NADP+ pour produire le (+)-dihydrokaempférol (aromadédrine), le NADPH et H+.
La (2R,3S)-catéchine:NADP+ 4-oxidoréductase transforme la cis-3,4-leucopélargonidine en afzéléchine.